# Böker (Unternehmen)
Die Heinr. Böker Baumwerk GmbH ist ein deutscher Messerhersteller mit Hauptsitz in Solingen in Nordrhein-Westfalen. Neben der Eigenproduktion an den Standorten Solingen und Buenos Aires lässt Böker auch Messer als Auftragsfertigung in China und Taiwan produzieren. Zusätzlich tritt Böker auch als Importeur und Distributor für internationale Marken wie z. B. Spyderco und CRKT auf. Das Unternehmen ist über Tochterunternehmen oder Partner in 30 Ländern vertreten. Böker gehörte zu den ersten Anbietern von Keramikmessern.

## Geschichte

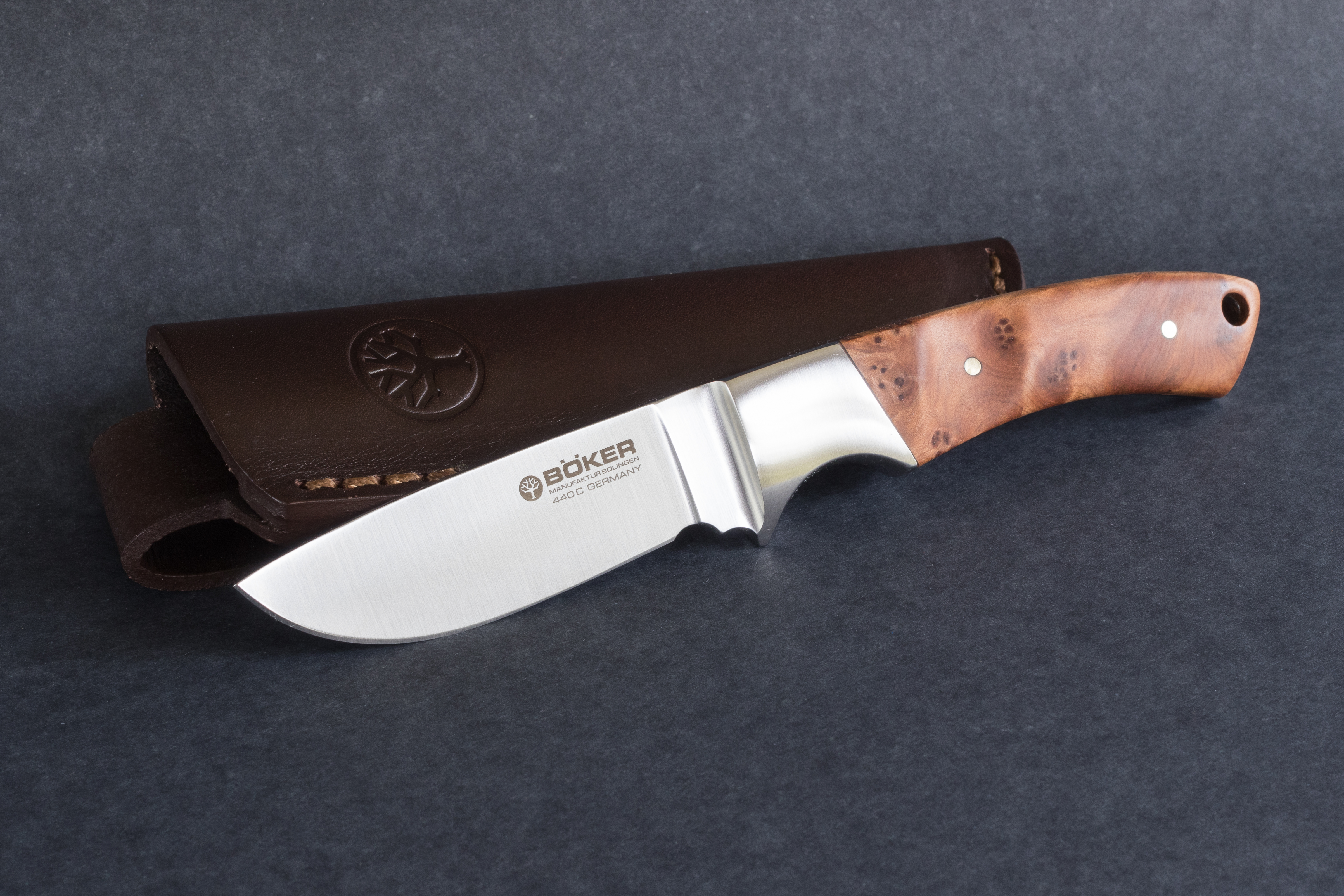
Jagd- und Fahrtenmesser in Integralbauweise von Böker

Das Unternehmen Heinr. Böker & Co. wurde 1869 in Solingen von Heinrich Böker gemeinsam mit Hermann Heuser gegründet. Die Familie Böker betrieb im benachbarten Remscheid allerdings bereits seit dem 17. Jahrhundert eine Handwerkzeug-Fabrik und seit 1829 die Produktion von Säbeln. Auch in den USA, Kanada und Mexiko gründeten im 19. Jahrhundert Mitglieder der Böker-Familie aus Remscheid Unternehmen für Produktion und Handel mit Schneidwaren.
Zu Beginn des 20. Jahrhunderts setzte Böker einen großen Teil der Solinger Produktion über die amerikanische Schwestergesellschaft, die H. Boker & Co. mit Sitz in New York, auf dem US-Markt ab. Zu dieser Zeit verstärkte H. Boker & Co. zusätzlich auch die eigene Fertigung in den USA, um die Nachfrage zu befriedigen.
Während des Zweiten Weltkriegs wurde das Solinger Werk im November 1944 bei den Luftangriffen auf Solingen zerstört. Die Eintragung des Böker-Markenzeichens für den amerikanischen Markt wurde beschlagnahmt.
Nach dem Krieg wurde das deutsche Werk in Solingen wieder aufgebaut. Anfang der 1960er wurde Boker USA nach mehrfachem Inhaberwechseln von dem Scherenhersteller Wiss & Sons übernommen. Wiss & Sons vertrieb auf dem US-Markt sowohl Böker-Messer aus Solinger Produktion als auch Messer aus eigener Fertigung. Anfang der 1970er Jahre wurde Boker USA von Wiss an Cooper Industries verkauft. Cooper Industries stellte die eigene Fertigung von Messern 1983 ein und übertrug 1986 die amerikanischen Markenrechte zurück an die Heinr. Böker Baumwerk GmbH in Solingen. Die Marke Böker liegt damit wieder weltweit in der Hand des Solinger Unternehmens. Für den Vertrieb auf dem US-amerikanischen Markt gründete Böker im gleichen Jahr die amerikanische Tochtergesellschaft Boker USA, Inc. in Denver, Colorado.

## Produkte

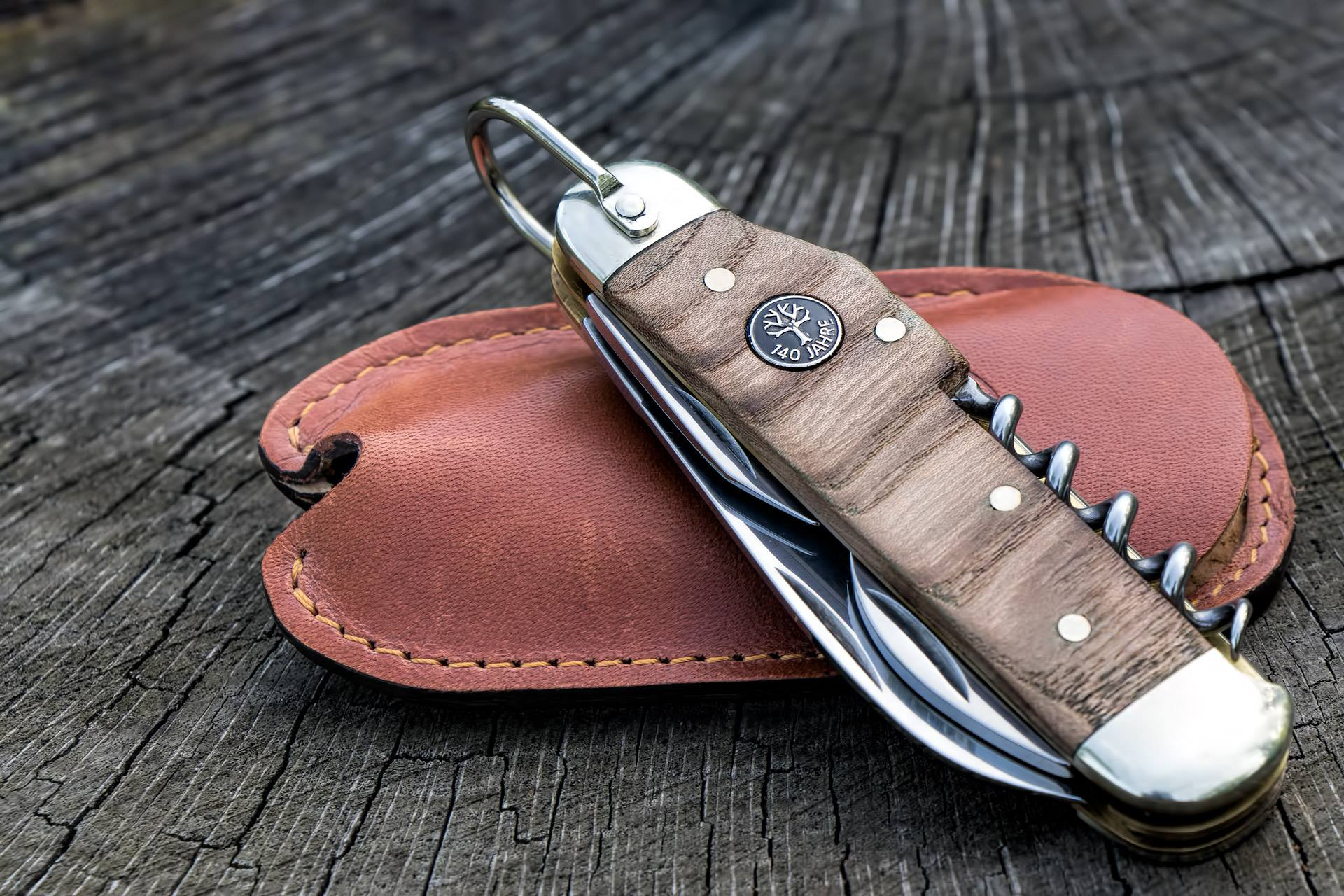
Sportmesser von Böker

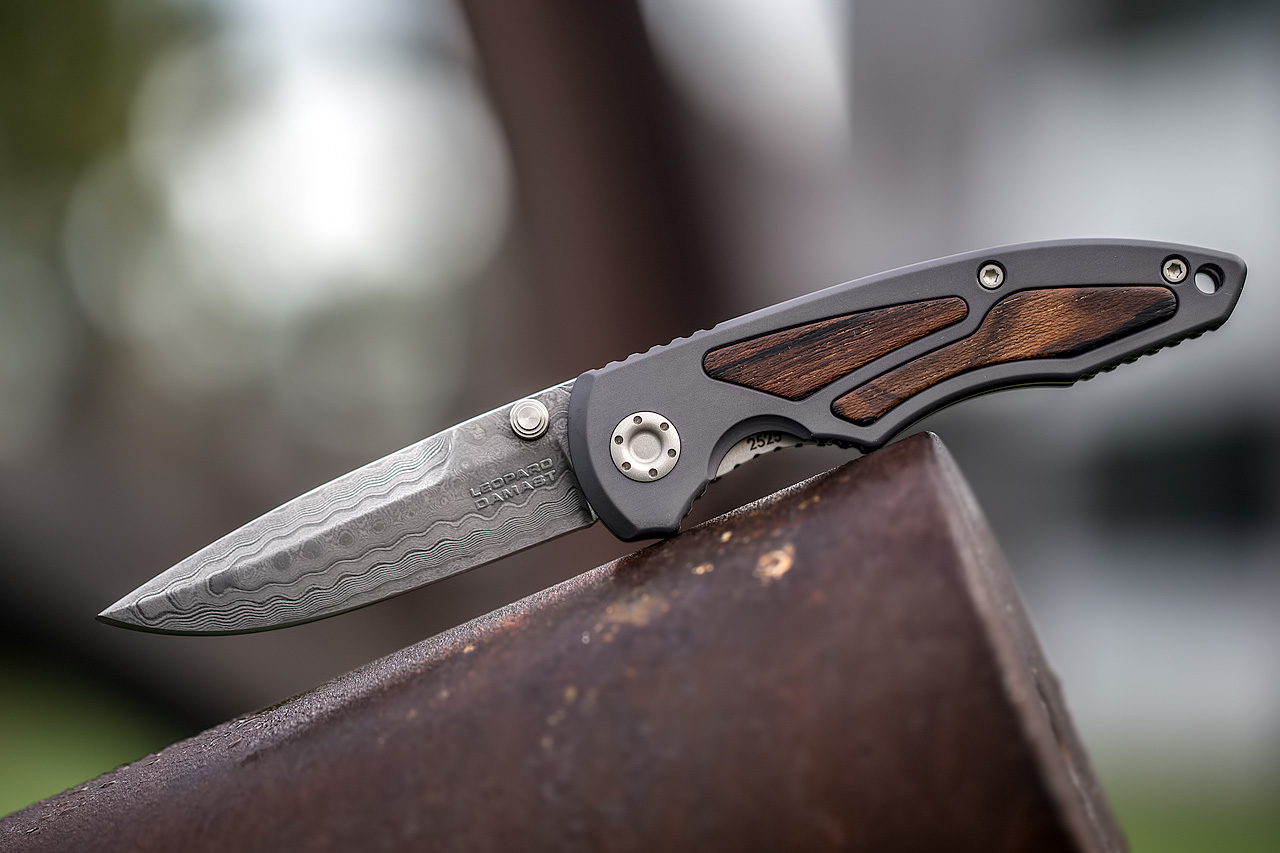
Einhandmesser mit Leopard-Damast-Klinge von Böker

Der Schwerpunkt liegt auf Outdoormessern, Jagdmessern und Sammlermessern, sowie Sportmessern und professionellen Einsatzmessern für Polizei und Militär. Zum Sortiment gehören außerdem Kochmesser und klassische Rasiermesser. Böker arbeitet regelmäßig mit international bekannten Messermachern zusammen, deren typischerweise als Einzelstücke gefertigte Designs von Böker als Serienproduktion aufgelegt werden.
Die Produktpalette gliedert sich in vier Bereiche:
- Unter Böker Manufaktur Solingen bietet Böker handgefertigte Messer aus der Manufaktur in Solingen an. Hierzu zählen insbesondere auch Sammlermesser mit limitierter Auflage. Zu den bekanntesten Produkten der Marke zählen die Speedlock-Springmesser[8] und die Sammlermesser, deren Damaststahlklingen aus dem Kanonenrohr-Stahl von Leopard-Kampfpanzern oder den Panzerplatten des Schlachtschiffs Tirpitz hergestellt werden.
- Unter Böker Arbolito bietet Böker handgefertigte Messer aus der eigenen Fertigung in Buenos Aires an.[9]
- Unter Böker Plus bietet Böker Messer an, bei denen Konzeption, Design und Konstruktion bei Böker in Solingen in Zusammenarbeit mit International erfolgreichen Messermachern erfolgt[10], während die Fertigung in Übersee stattfindet. Der Schwerpunkt bei Böker Plus liegt auf innovativen Messern für professionelle Anwender.
- Unter Magnum by Böker werden Messer angeboten, die in Solingen konzipiert werden, während Design, Konstruktion und Fertigung in Übersee stattfinden.